# Camarothorax
Camarothorax är ett släkte av steklar. Camarothorax ingår i familjen fikonsteklar.
Kladogram enligt Catalogue of Life:
| Camarothorax | \| \| Camarothorax bimasculinus \| \| \| \| \| \| Camarothorax mutabilis \| \| \| \| \| \| Camarothorax obscurus \| \| \| \| |
|              | \| \| Camarothorax bimasculinus \| \| \| \| \| \| Camarothorax mutabilis \| \| \| \| \| \| Camarothorax obscurus \| \| \| \| |
|              | Camarothorax bimasculinus |
|              | |
|              | Camarothorax mutabilis |
|              | |
|              | Camarothorax obscurus |
|              | |